# Wereldkampioenschappen veldrijden 2007
De Wereldkampioenschappen veldrijden 2007 werden gehouden in het weekend van 27 en 28 januari 2007 in Hooglede-Gits, een gemeente in de provincie West-Vlaanderen, op het domein van Dominiek Savio in deelgemeente Gits. 
Het parcours bestond uit vijftien zones, waaronder een 35 meter zand, 540 meter asfalt, 450 meter bosgrond, 1765 meter gras en 210 meter gemalen beton. Elke ronde had een lengte van 3 km. Op zaterdag 27 januari streden de junioren en beloften voor de wereldtitel, op zondag 28 januari de dames en de elite mannen. 

## Verloop

### Voorbeschouwing: ouderwetse Nys versus Wellens
Voor België, op dat moment de belangrijkste crossnatie, was dit het eerste WK sinds 2002 in Zolder. Sven Nys en Bart Wellens vochten reeds het hele seizoen om de titel van beste veldrijder ter wereld. Wellens liep letterlijk naar de overwinning, en weg van Nys, op het modderige Belgisch kampioenschap in Hamme-Zogge. Beiden waren dan ook de topfavorieten.
Deze editie van het wereldkampioenschap kwam in het geheugen gegrift te staan bij supporters. Ze werd gedenkwaardig omdat ze in uiterst slechte parcoursomstandigheden werd verreden. Supporters kregen de ene valpartij na de andere te zien, op een glibberig parcours.

### Hoogleedse klei en quad schakelen favorieten uit
Het wereldkampioenschap in Hooglede-Gits werd verreden in spectaculaire omstandigheden en verliep tumultueus. Tien ronden lang was de spanning te snijden. De race werd ontsierd door harde valpartijen. De Belg Davy Commeyne moest zelfs worden afgevoerd met de ambulance na een val tegen een paaltje, in de modderstrook die aan het begin van het parcours lag. De Nederlanders begonnen sterk aan de race. Camiel van den Bergh voerde lange tijd de groep aan in de eerste ronde, maar hij zakte al snel door naar achteren. Vroeg in de tweede ronde ging Gerben de Knegt tegen de vlakte toen hij op kop reed. De Knegt werd finaal zevende. Er hing een vijandige sfeer; de Belgische supporters trakteerden de Nederlanders op boegeroep. 
De Belgische topfavorieten, zowel Bart Wellens als zijn eeuwige rivaal Sven Nys, gingen goed van start. Wellens versnelde reeds in de tweede ronde, maar zijn poging werd in de kiem gesmoord door Nys. Op een asfaltstrook kwam Wellens even later zwaar ten val toen een quad, met achterop een cameraman, een wegmarkeringsbak raakte, teneinde deze Wellens onderuit maaide. Merkwaardig was dat Wellens op de Belgische televisie voor zijn val verantwoordelijk werd gehouden terwijl duidelijk te zien is dat de bestuurder van de quad de bak eerst raakt zodat Wellens niet anders kan dan ertegenaan rijden. Nys kan Wellens niet meer ontwijken en valt ook. Als gevolg van deze val zou Wellens gedwongen een punt zetten achter zijn seizoen. Hij reed evenwel de wedstrijd uit, maar hield aan de val een polsblessure over. De Tijd vernam in de nasleep dat Wellens een schadevergoeding van de organisatoren claimde, die 60.000 euro bedroeg. Wellens en Nys vallen letterlijk weg, uittredend wereldkampioen Erwin Vervecken en Kevin Pauwels blijven als enige Belgen vooraan over. 
Groenendaal... Ja maar, als ze er allemaal bij gaan liggen? Dan kan straks Tshabalala nog winnen, hè. Hoewel, hij is gedubbeld.
Terwijl Wellens uitgeschakeld leek voor de wereldtitel, kwam Nys terug aansluiten bij Vervecken en co, omdat Vervecken tegen de grond was gegaan en af te rekenen kreeg met materiaalpech. Vervecken viel in de derde ronde opnieuw, met Nys. Nys werd dus alweer slachtoffer van andermans neergang. Belgisch tv-commentator Michel Wuyts: "Nys en Vervecken wéér tegen de vlakte. Maar jongens toch! We doen elkaar dood! Wordt Hooglede onze ondergang? Op eigen grond? Kom nou." De Nederlandse kopman Richard Groenendaal graaide een kleine voorsprong bij elkaar, maar hij ging onderuit in de zesde ronde. 
De ene valpartij na de andere deed zich voor. De Nederlander Wilant van Gils reed in de modderstrook tegen een paaltje, net als de Belg Davy Commeyne voor wie de koers voorbij was. Verder sprak Wuyts, inspelend op de valpartijen [na die van Erwin Vervecken in ronde twee op een heuvel waar een slecht modderspoor lag]: "De nervositeit is te groot! Jongens, het noorden erbij houden, hé!" 
Richard Groenendaal bleef niet gespaard van de West-Vlaamse kleigrond en zag zijn kansen in rook opgaan. Toen Groenendaal zo'n tien seconden bonus had en in ronde zes tegen de grond ging verwees Wuyts zelfs naar een Zimbabwaanse veldrijder uit het televisieprogramma Allez Allez Zimbabwe met voormalig wielrenner en veldrijder Roger De Vlaeminck, die enkele Zimbabwaanse immigranten opleidde tot professionele veldrijders. Nqobizitha Tshabalala was een van De Vlaemincks pupillen die deelnam aan het wereldkampioenschap.

### Vervecken redt België
De vrij letterlijk te nemen ondergang van de Belgen en Nederlanders bracht na verloop van tijd een nieuwe situatie teweeg. De Italiaan Enrico Franzoi en de Amerikaan Jonathan Page reden totaal onverwacht aan de leiding. Geen van beide slaagde erin voor afscheiding te zorgen. Wellens dubbelde intussen enkele renners en passeerde minstens even vaak een renner die voor hem uit reed, onder hen een zwalpende Nys. Wellens knokte zich opnieuw in de koers en eindigde op de vierde stek. Toen de omheining het begaf onder de menigte, belette dit een voorbij stuivende Wellens niet om met veel stuurmanskunst alsnog recht te blijven. Wuyts ludiek: "Te veel volk. Veldrijden kan te populair zijn." Na de valpartij over Vervecken in de derde ronde, kreeg men tijdens de rest van het wereldkampioenschap een gedemoraliseerde, zeer gelaten Nys te zien. Opgeven wilde Nys evenwel niet.  Nys wist van geen hout pijlen te maken en viel nog een derde keer, op dezelfde plaats waar enkele ronden later de omheining omviel toen Wellens voorbijkwam en in dezelfde ronde waarin hij over Vervecken viel (i.e. de derde ronde). Nys bevond zich in tiende positie. Wuyts: "Nys kan hier het tempo niet volgen!" [...] "En valt weer! En valt weer (bis)! Het draait vierkant!" 
Nys geraakte steeds verder naar achterop, en struikelde daarbovenop ook nog eens op de trappen. Hij reed de koers dus uit, maar eindigde ontgoocheld op een anonieme elfde plaats. Nys had dat seizoen 30 zeges behaald. Nooit won hij meer veldritten als in dit seizoen. Het wereldkampioenschap moest de kroon op het werk zetten voor Nys, maar draaide uit op een rampdag. Vervecken kwam aansluiten bij de kop van de wedstrijd. Franzoi moest voorin de rol lossen door een stuurfout in de zandstrook, maar Page hield stand tegen de sterk opzettende Vervecken en kwam zelfs nog kort bij de wereldtitel. Page werd uiteindelijk op waarde geklopt door Vervecken. Hoewel ze tijdens de laatste ronde aan elkaar gewaagd waren, pakte Vervecken uit met een beslissende versnelling op de steile brug. Vervecken verlengde zijn titel en werd voor de derde keer wereldkampioen.

## Selecties

### Belgische selectie
| Renner              | Ploeg               |
| ------------------- | ------------------- |
| Erwin Vervecken     | Fidea Cycling Team  |
| Sven Nys            | Rabobank            |
| Bart Wellens        | Fidea Cycling Team  |
| Klaas Vantornout    | Fidea Cycling Team  |
| Sven Vanthourenhout | Sunweb - ProJob     |
| Bart Aernouts       | Rabobank            |
| Kevin Pauwels       | Fidea Cycling Team  |
| Davy Commeyne       | Palmans - Collstrop |

### Nederlandse selectie
| Renner               | Ploeg                        |
| -------------------- | ---------------------------- |
| Gerben de Knegt      | Rabobank                     |
| Richard Groenendaal  | Rabobank                     |
| Thijs Al             | Bejan Rings Pro Cycling Team |
| Maarten Nijland      | ProComm - Van Hemert         |
| Wilant van Gils      | ZZPR.nl                      |
| Camiel van den Bergh | Stevens Racing Team          |

### Franse selectie
| Renner           | Ploeg                   |
| ---------------- | ----------------------- |
| Francis Mourey * | La Française des Jeux   |
| John Gadret      | Ag2r Prévoyance         |
| Arnaud Labbe     | Bouygues Télécom        |
| Steve Chainel    | Auber 93                |
| David Derepas    | Roubaix Lille Métropole |

*Mourey moest forfait geven na een valpartij twee dagen voor het WK.

### Tsjechische selectie
| Renner          | Ploeg               |
| --------------- | ------------------- |
| Petr Dlask      | Fidea Cycling Team  |
| Radomír Šimůnek | Palmans - Collstrop |
| Kamil Ausbuher  | individueel         |
| Jan Chrobak     | individueel         |

## Uitslagen

### Mannen, elite
| Plaats | Renner               | Land             | Tijd    |
| ------ | -------------------- | ---------------- | ------- |
|        | Erwin Vervecken      | België           | 1.05.35 |
| Zilver | Jonathan Page        | Verenigde Staten | + 0.02  |
| Brons  | Enrico Franzoi       | Italië           | + 0.16  |
| 4.     | Bart Wellens         | België           | + 0.25  |
| 5.     | Kevin Pauwels        | België           | + 0.31  |
| 6.     | Richard Groenendaal  | Nederland        | + 0.34  |
| 7.     | Gerben de Knegt      | Nederland        | + 1.12  |
| 8.     | John Gadret          | Frankrijk        | + 1.26  |
| 9.     | Christian Heule      | Zwitserland      | + 1.35  |
| 10.    | Thijs Al             | Nederland        | + 1.40  |
| 11.    | Sven Nys             | België           | + 2.04  |
| 12.    | Sven Vanthourenhout  | België           | + 2.22  |
| 13.    | Marco Fontana        | Italië           | + 2.46  |
| 14.    | Maarten Nijland      | Nederland        | + 2.57  |
| 15.    | Klaas Vantornout     | België           | + 2.57  |
| 16.    | David Derepas        | Frankrijk        | + 3.02  |
| 17.    | José Antonio Hermida | Spanje           | + 3.04  |
| 18.    | Lukas Flückiger      | Zwitserland      | + 3.25  |
| 19.    | Arnaud Labbe         | Frankrijk        | + 3.27  |
| 20.    | Marek Cichosz        | Polen            | + 3.31  |

### Mannen, beloften

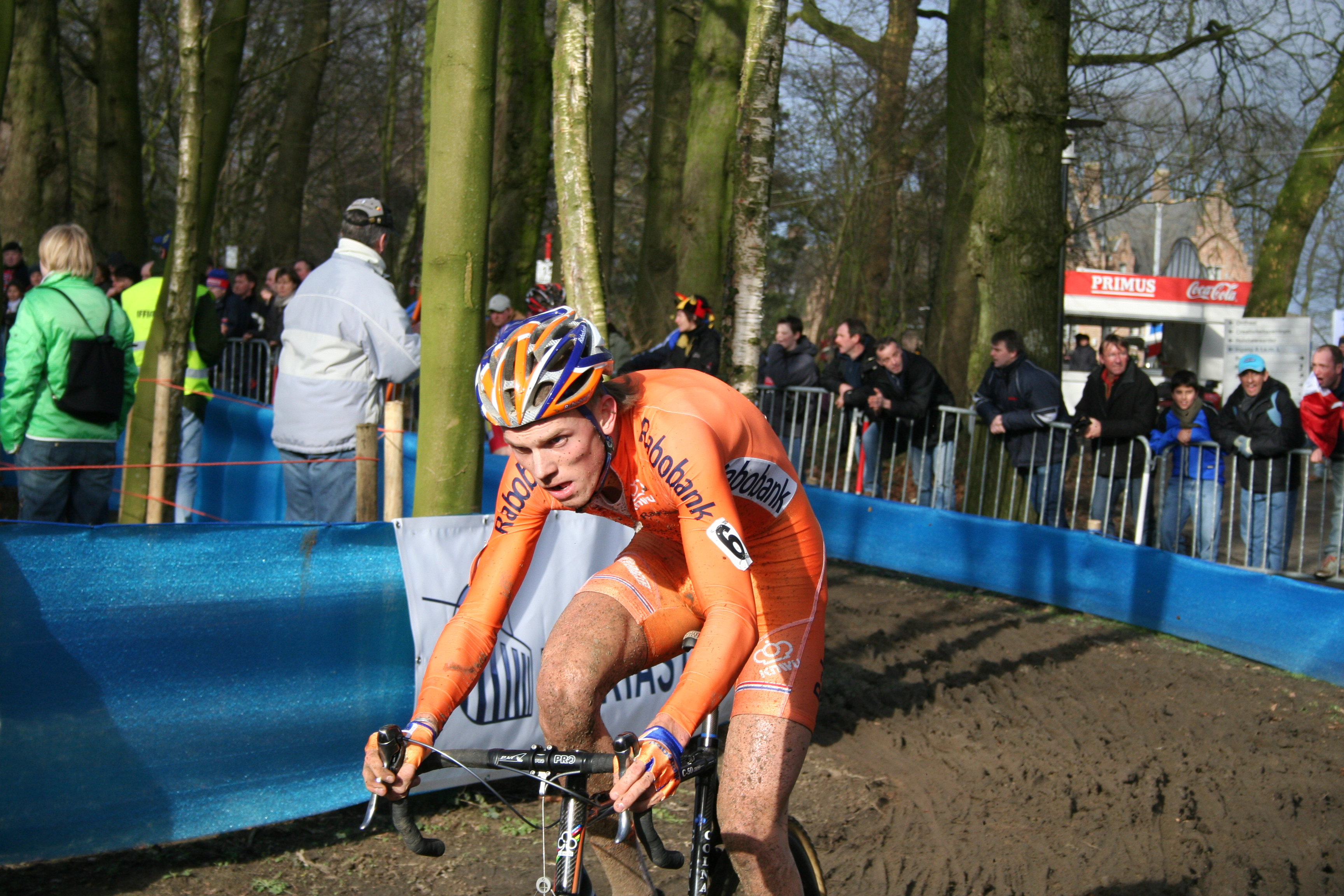
Lars Boom op weg naar de wereldtitel in Hooglede-Gits.

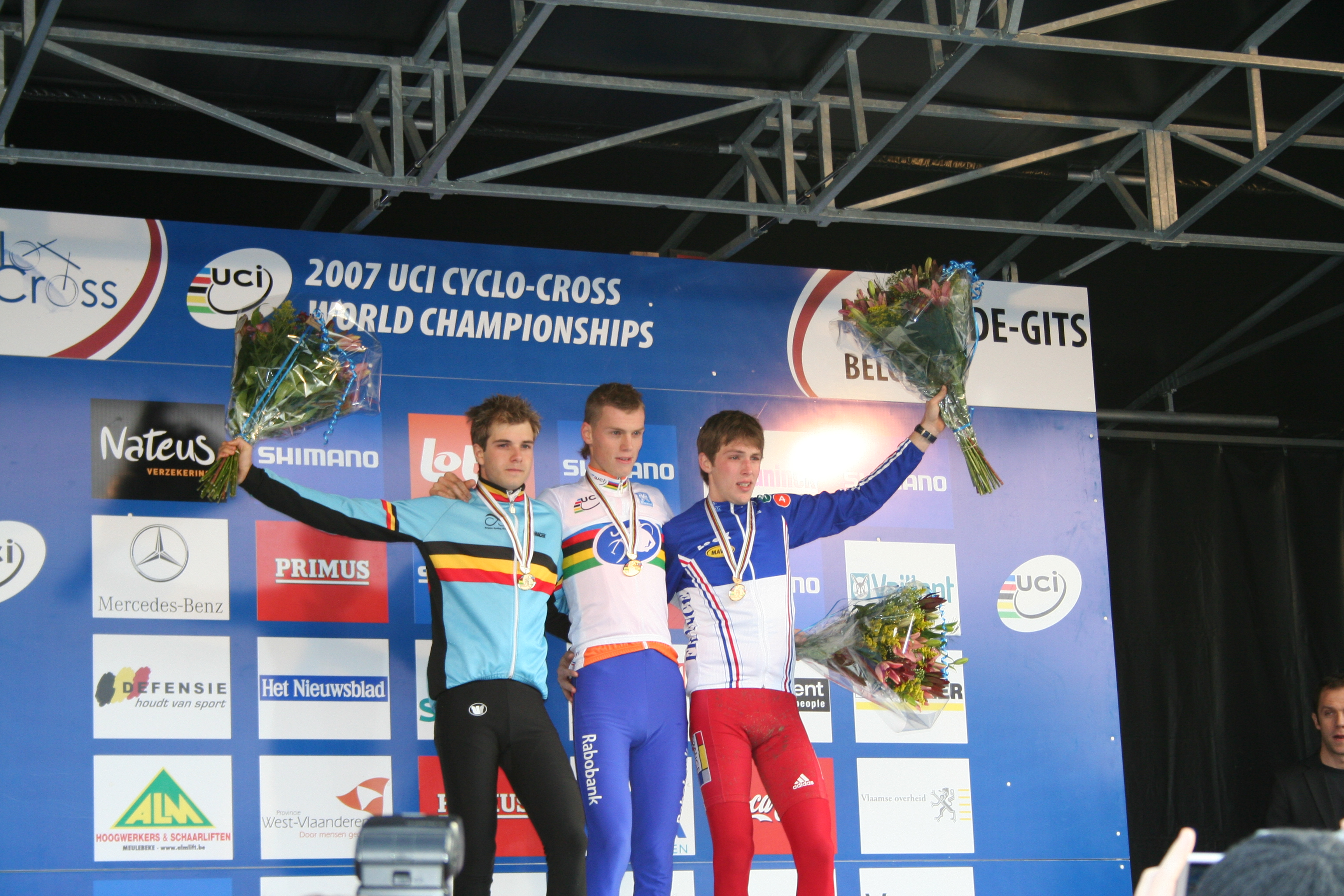
Het podium bij de beloften.

| Plaats | Renner                | Land      | Tijd  |
| ------ | --------------------- | --------- | ----- |
|        | Lars Boom             | Nederland | 53.55 |
| Zilver | Niels Albert          | België    | +1.22 |
| Brons  | Romain Villa          | Frankrijk | +1.44 |
| 4.     | Zdeněk Štybar         | Tsjechië  | +2.30 |
| 5.     | Philipp Walsleben     | Duitsland |       |
| 6.     | Frantisek Kloucek     | Tsjechië  |       |
| 7.     | Jonathan Lopez        | Frankrijk |       |
| 8.     | Rob Peeters           | België    |       |
| 9.     | Rafael Visinelli      | Italië    |       |
| 10.    | Ricardo van der Velde | Nederland |       |

### Jongens, junioren
| Plaats | Renner              | Land             | Tijd  |
| ------ | ------------------- | ---------------- | ----- |
|        | Joeri Adams         | België           | 41.18 |
| Zilver | Daniel Summerhill   | Verenigde Staten | z.t   |
| Brons  | Jiří Polnický       | Tsjechië         | +0.01 |
| 4.     | Ramon Sinkeldam     | Nederland        | +0.02 |
| 5.     | Ole Quast           | Duitsland        |       |
| 6.     | Arnaud Jouffroy     | Frankrijk        |       |
| 7.     | Alessandro Calderan | Italië           |       |
| 8.     | Rob van der Velde   | Nederland        | +0.58 |
| 9.     | Marek Konwa         | Polen            |       |
| 10.    | Peter Sagan         | Slowakije        |       |

### Vrouwen
| Plaats | Renster                  | Land                | Tijd   |
| ------ | ------------------------ | ------------------- | ------ |
|        | Maryline Salvetat        | Frankrijk           | 42.57  |
| Zilver | Katherine Compton        | Verenigde Staten    | + 0.01 |
| Brons  | Laurence Leboucher       | Frankrijk           | + 0.09 |
| 4.     | Daphny van den Brand     | Nederland           | + 0.31 |
| 5.     | Hanka Kupfernagel        | Duitsland           | + 0.41 |
| 6.     | Christel Ferrier-Bruneau | Frankrijk           | + 0.43 |
| 7.     | Marianne Vos             | Nederland           | + 1.12 |
| 8.     | Brigit Hollman           | Duitsland           | + 1.39 |
| 9.     | Helen Wyman              | Verenigd Koninkrijk | + 2.36 |
| 10.    | Linda van Rijen          | Nederland           | + 2.42 |

## Medaillespiegel
| Plaats | Land             | Goud | Zilver | Brons | Totaal |
| 1      | België           | 2    | 1      | 0     | 3      |
| 2      | Frankrijk        | 1    | 0      | 2     | 3      |
| 3      | Nederland        | 1    | 0      | 0     | 1      |
| 4      | Verenigde Staten | 0    | 3      | 0     | 3      |
| 5      | Tsjechië         | 0    | 0      | 1     | 1      |
| 5      | Italië           | 0    | 0      | 1     | 1      |
| Totaal | Totaal           | 4    | 4      | 4     | 12     |

Kampioenschappen:  Wereldkampioenschappen · 
 Europese kampioenschappen · 
 Belgische kampioenschappen · 
 Nederlandse kampioenschappen
Klassementen:  Wereldbeker · 
 Superprestige · 
 GvA Trofee · 
 Budvar Cup · 
 Challenge national
1950 · 
1951 · 
1952 · 
1953 · 
1954 · 
1955 · 
1956 · 
1957 · 
1958 · 
1959 · 
1960 · 
1961 · 
1962 · 
1963 · 
1964 · 
1965 · 
1966 · 
1967 · 
1968 · 
1969 · 
1970 · 
1971 · 
1972 · 
1973 · 
1974 · 
1975 · 
1976 · 
1977 · 
1978 · 
1979 · 
1980 · 
1981 · 
1982 · 
1983 · 
1984 · 
1985 · 
1986 · 
1987 · 
1988 · 
1989 · 
1990 · 
1991 · 
1992 · 
1993 · 
1994 · 
1995 · 
1996 · 
1997 · 
1998 · 
1999 · 
2000 · 
2001 · 
2002 · 
2003 · 
2004 · 
2005 · 
2006 · 
2007 · 
2008 · 
2009 · 
2010 · 
2011 · 
2012 · 
2013 · 
2014 · 
2015 · 
2016 · 
2017 · 
2018 · 
2019 ·
2020 ·
2021 ·
2022 ·
2023 ·
2024 ·
2025

Categorieën

Mannen elite · 
vrouwen elite · 
mannen beloften · 
vrouwen beloften · 
jongens junioren · 
meisjes junioren · 
gemengde estafette

Voormalig:
mannen amateurs